# Buck Danny (personnage)
Cet article concerne le personnage Buck Danny (personnage). Pour la série, voir Les Aventures de Buck Danny.
Buck Danny est le personnage principal de la bande dessinée homonyme Buck Danny publiée dans l’hebdomadaire Spirou.
Il est le chef du trio de personnages que l'on retrouve tout au long des albums de la série, à partir du troisième épisode (La Revanche des Fils du Ciel). Ses deux adjoints (désignés comme ses « ailiers » habituels) sont Sonny Tuckson et Jerry Tumbler.
Le contexte historique où s'accomplissent ses exploits se déroule du début de la Seconde Guerre mondiale à nos jours (2022). À l'instar de la plupart des personnages de bande dessinée, Buck Danny ne vieillit (pratiquement) pas. Titulaire d'un diplôme d'ingénieur en juillet 1941 on peut pourtant estimer qu'il est né un peu avant 1920.

## Origine et jeunesse
Le début du troisième épisode de la série indique que la mère de Buck Danny réside au milieu des États-Unis. La famille Danny a donc très probablement ses racines au sud du Midwest, assez éloignées de la culture océanique des côtes Est ou Ouest des États-Unis.
Dans la série Origines, on apprend que son père Walter Daneman, né dans une famille du Schleswig du Nord, est allemand d'origine danoise et pilotait un Fokker D.VII allemand orné d'un casque de viking noir pendant la première guerre mondiale. Il est arrivé en 1919 aux États-Unis où son nouveau nom Danny lui a été donné par le service d'immigration. La mère de Buck a déménagé à Verona (New Jersey) quand Buck était adolescent. Il reste avec son père qui était alors mécanicien et est mort en 1942.
On sait toutefois, depuis le tout premier épisode, que Buck a fait ses études au Connecticut College (en) de New London (Connecticut) ce qui lui a nécessairement procuré une ouverture précieuse sur les aspects navals qui environnent sa future carrière, que ce soit comme ingénieur ou comme officier.
Au tout début de ses aventures, Buck Danny est donc ingénieur, probablement récemment diplômé, et trouve à s’embaucher dans un chantier de construction navale à Hawaï (la Beauchamp Naval Company). Ce n’est qu’après l’attaque nippone sur Pearl Harbor que Buck Danny devient pilote de façon impromptue et sans transition, à la planche J.009 des Japs attaquent.
Par le résumé de l’épisode précédent, publié en avant propos de l’épisode suivant (Les Mystères de Midway), on apprend cependant que Buck Danny n’était pas totalement novice dans l’aéronautique navale.
Constituant une sorte de prologue, cette précision est une manière habile d’expliquer et de justifier a posteriori l’ascension hiérarchique invraisemblablement rapide du héros, qui se voyait promu capitaine aussitôt son engagement souscrit, sans passer par les grades précédents.
Ainsi peut-on comprendre qu’en fait le jeune diplômé avait déjà accompli plusieurs mois de service - voire plus ? - dans l’aéronautique navale, y gagnant galons et expérience incomparable de pilote.
Acquise en complément de ses études d’ingénieur, cette expérience aéronautique accroît singulièrement son âge présumé. En 1941, Buck Danny est donc largement plus âgé qu'estimé initialement. Comme en témoignent le graphisme du visage - mûr, émacié - ainsi que l'autorité dont il fait d'emblée preuve, en 1942, il doit déjà approcher la trentaine.

## Carrière
Dès le début de ses aventures, Buck Danny s'engage dans les US Army Air Forces où il obtient le grade de capitaine. L’avant propos des Mystères de Midway, publié ultérieurement, laisse supposer la raison de cette promotion rapide.
Rien n’explique en revanche son affectation à bord d’un porte-avions, donc son service dans la US Navy. Sinon l’ignorance, de la part des scénaristes successifs, Georges Troisfontaines et Jean-Michel Charlier, ou leur méconnaissance de l'organisation des forces armées en général, et américaines en particulier. Qu'un « terrien » soit détaché dans la marine était, même si exceptionnel, envisageable. En particulier les « Marines » sont parfois embarqués sur des unités de la flotte, et pas seulement comme passagers. Mais ici, cela témoigne d’une évidente confusion, car attribuer le commandement du porte-avions à un... colonel, donc également « terrien », est totalement irréaliste.
Dans la série "Origines" Le pilote à l'aile brisée, après la bataille de Midway où son porte-avion USS Yorktown a été coulé, Buck est affecté en 1942 sur l'USS Enterprise. Son commandant explique que Buck est détaché de l'US Air Force mais son grade de "capitaine" n'existe pas dans la Navy, l'équivalent étant "lieutenant" ce qu'il doit rectifier sur son Wildcat.
Par la suite, Buck Danny devient :
- Commandant (Air Force) (au début de La Revanche des Fils du Ciel[8], donc fin août 1942[9]) ;
- Major (Air Force) (à la fin de Attaque en Birmanie)[10], donc à l'été 1945 ;

En fait, l'US Air Force n'a été indépendante de l'armée de terre qu'en 1947, date à laquelle elle se substitue à US Army Air Force (USAAF).
Le grade de Commandant est propre aux armées francophones et hispaniques (Commandante). Il correspond au grade de Major dans les armées anglophones et germanophones, ou de culture anglo-saxonne. Il n'y a donc pas de différence entre les deux. La promotion annoncée, planche J.320.A, laisse supposer que le scénariste ignorant cette identité, assimilait alors la désignation de Major au grade de Lieutenant-colonel.
Après avoir été démobilisé, il s'engage à nouveau dans l'Air Force où il retrouve son vrai grade de Major (Pilotes d'essai) vers 1948. Puis il devient colonel (US Air Force) à la fin d'Avions sans pilotes début 1951;
À la fin de Avions sans pilote (planche B.274, case C.1) le général annonce à Buck Danny sa promotion imminente au grade de lieutenant-colonel. Une heure plus tard (planche B.274, case D.3) cette promotion s'est transformée en colonel, comme en témoigne l'insigne, conforme à la réglementation des forces armées US (l'insigne est commun aux quatre « services », Army, Navy, Marines, et Air Force).
Jusqu'au 58ème album, il n'est jamais passé Général. Toutefois ses étoiles lui ont été plusieurs fois annoncées (Prototype FX-13, Le Retour des Tigres Volants...) mais ne se sont jamais concrétisées. Les titulaires de ce grade ne pouvant pas voler en mission opérationnelle, une nomination de général aurait en effet sonné le glas des aventures de Buck Danny, en tout cas sous leur présente forme aventurière.